# Wiesław Bąkowski
Wiesław Antoni Bąkowski (ur. 2 stycznia 1939 w Krześlinie, zm. 5 października 1979) – polski rolnik, poseł na Sejm PRL VII kadencji.

## Życiorys
Urodził się w rodzinie chłopskiej. W 1958 został powołany do służby w Marynarce Wojennej. Po zakończeniu służby wojskowej  pracował w gospodarstwie rolnym. Uzyskał wykształcenie wyższe niepełne, z zawodu rolnik. Wstąpił do Zjednoczonego Stronnictwa Ludowego w 1970. Był prezesem Gminnego Komitetu ZSL, członkiem Naczelnego Komitetu ZSL oraz członkiem Wojewódzkiej Rady Spółdzielni Ogrodniczych. W 1976 uzyskał mandat posła na Sejm PRL w okręgu Siedlce. Zasiadał w Komisji Komunikacji i Łączności oraz w Komisji Rolnictwa i Przemysłu Spożywczego. Zmarł w trakcie kadencji.

## Odznaczenia
- Srebrny Krzyż Zasługi